# Гасанова, Залхай Махмуд кызы
Залхай Махмуд кызы Гасанова (азерб. Zalxay Mahmud qızı Həsənova; 31 декабря 1941, Ашагы-Тала, Закатальский район — 8 октября 2023, Ашагы-Тала, Закатальский район) — советский азербайджанский табаковод, Герой Социалистического Труда (1975).

## Биография
Родилась 31 декабря 1941 года в селе Ашагы-Тала Закатальского района Азербайджанской ССР.
В 1976 году окончила Азербайджанский сельскохозяйственный институт имени Самеда Агамали оглы.
Начала трудовую деятельность в 1958 году рядовой колхозницей. С 1960 года — птичница колхоза имени Самеда Вургуна Закатальского района, с 1965 года — табаковод, с 1970 года — звеньевая табаководческого звена этого же колхоза. 
Гасанова и коллектив под ее руководством достигли высоких показателей труда в годы восьмой (1966—1970), девятой (1971—1975), десятой (1976—1980) и одиннадцатой (1981—1985) пятилеток. В 1969 году, работая рядовой колхозницей, Гасанова продала государству 1750 килограмм табачного листа вместо 650 плановых, а по итогам восьмой пятилетки выполнила план пятилетки досрочно, за 4 года. Возглавив звено, Гасанова вывела табаководческое его в одно из самых передовых республики, коллектив занимал первые места в социалистических соревнованиях колхоза и Закатальского района. В 1973 году коллектив рабочих звена получил 22,66 тонн табака, вместо обещанных в 1972 году 13,86 тонн. В 1974 году, несмотря на установленный для звена план в 20 тонн табачного листа, звено взяло обязательство в 27 тонн, а выполнило по итогам года два плана, собрав 46 тонн табака. Сама Залхай Гасанова в 1974 году, обрабатывая участок в 60 соток, сдала государству 4100 килограмм высококачественного табачного листа. В первом квартале 1975 года звено получило с каждого гектара по 50 центнеров табака.
Указом Президиума Верховного Совета СССР от 10 февраля 1975 года за выдающиеся успехи, достигнутые во Всесоюзном социалистическом соревновании, и проявленную трудовую доблесть в досрочном выполнении заданий девятой пятилетки и принятых обязательств по увеличению производства и продажи государству продуктов земледелия и животноводства, Гасановой Залхай Махмуд кызы присвоено звание Героя Социалистического Труда с вручением ордена Ленина и золотой медали «Серп и Молот».
Также дважды награждена орденом Ленина (14.12.1972, 10.02.1975), кавалер ордена Трудового Красного Знамени (08.04.1971) и ордена Дружбы Народов (23.02.1981).
Активно участвовала в общественно-политической жизни СССР. Депутат Верховного Совета СССР восьмого, девятого и десятого созывов, во все созывы избрана от Закатальского избирательного округа № 207, член Комиссии по здравоохранению и социальному обеспечению Совета Национальностей ВС 9-го созыва. Состояла КПСС с 1972 года. Делегат XXV, XXVI съезда КПСС и XXIX и XXX съездов КП Азербайджана, в 1976—1986 годах член ЦК КП республики.
Распоряжением Президента Азербайджанской Республики от 2 октября 2002 года, за большие заслуги в области науки и образования, культуры и искусства, экономики и государственного управления Азербайджана, Гасановой Залхай Махмуд кызы назначена персональная пенсия Президента Азербайджанской Республики.
Жила в селе Ашагы-Тала Закатальского района Азербайджана, скончалась 8 октября 2023 года в родном селе. Именем Гасановой названа одна из улиц в селе Ашагы-Тала.